# Коханівська сільська рада (Токмацький район)
| Коханівська сільська рада — колишній орган місцевого самоврядування у Токмацькому районі Запорізької області з адміністративним центром у с. Кохане. Сільській раді були підпорядковані населені пункти: - с. Кохане - с. Вишневе - с. Новолюбимівка |

## Склад ради
Загальний склад ради: 12 депутатів.
Партійний склад ради: Самовисування — 6, Наш край — 5, Всеукраїнське об'єднання «Батьківщина» — 1.

### Керівний склад ради
| ПІБ                       | Основні відомості | Дата обрання            | Дата звільнення |
| ------------------------- | --- | ----------------------- | --------------- |
| Скворцов Олексій Іванович | Сільський голова, 1962 року народження, освіта середня спеціальна (спортивний технікум), безпартійний, хобі - загонка звірів | 26.03.2006              | 31.10.2010      |
| Скворцов Олексій Іванович | Сільський голова, 1962 року народження, освіта середня спеціальна (спортивний технікум), безпартійний, хобі - загонка звірів | 31.10.2010, 25.10.20151 |                 |

Примітка: таблиця складена за даними джерела